# Wake Me Up Before You Go-Go
Wake Me Up Before You Go-Go − piosenka duetu Wham! wydana w roku 1984 z albumu Make It Big.  Stała się ich pierwszym większym przebojem.

## Historia
George Michael napisał tekst zainspirowany wiadomością, którą Andrew Ridgeley pozostawił rodzicom na lodówce: Mum, wake me up up before you go go. Ponieważ Ridgeley pomylił się i wpisał dwukrotnie słowo "up", na końcu tekstu dostawił podwójne "go".

## Teledysk
Teledysk był kręcony w Carling Academy Brixton w Londynie. W wideoklipie wystąpili Michael i Ridgeley, i Pepsi & Shirlie oraz publiczność. Scenografia, ubiory (projekt Katharine Hamnett) i kolory były utrzymane w konwencji lat 80.

## Wydania

### 7": Epic / A 4440 (UK)
1. "Wake Me Up Before You Go-Go" (3:51)
2. "Wake Me Up Before You Go-Go [Instrumental]" (4:03)

US 7" single (Columbia 04552) ten sam wykaz utworów.

### 12": Epic / TA 4440 (UK)
1. "Wake Me Up Before You Go-Go" (3:51)
2. "A Ray of Sunshine [Specially recorded for 'The Tube']" (4:03)
3. "Wake Me Up Before You Go-Go [Instrumental]" (4:58)

## Osiągnięcia
| Lista przebojów (1984) | Pozycja |
| ---------------------- | ------- |
| Australia              | 1       |
| Austria                | 6       |
| Francja                | 17      |
| Niemcy                 | 2       |
| Dutch Top 40           | 1       |
| Norwegia               | 1       |
| Szwecja                | 1       |
| Szwajcaria             | 2       |
| UK Singles Chart       | 1       |
| Billboard Hot 100      | 1       |